# Pingasa irrorataria
Pingasa irrorataria là một loài bướm đêm trong họ Geometridae.